# Nela Riehl
Nela Riehl (ur. 11 września 1985 w Hamburgu) – niemiecka polityk i nauczycielka, deputowana do Parlamentu Europejskiego X kadencji.

## Życiorys
Córka Ghańczyka i Niemki. Ukończyła studia z nauk społecznych i germanistyki na Uniwersytecie Hamburskim. Podjęła pracę w zawodzie nauczycielki. Krótko była związana z młodzieżówkami Grünen Jugend i Jusos. W 2023 zaangażowała się w działalność ruchu Volt Europa. Otrzymała drugie miejsce na liście Volt Deutschland do Parlamentu Europejskiego. W wyniku głosowania z 2024 uzyskała mandat deputowanej do Europarlamentu X kadencji.
Mężatka, ma dwoje dzieci.